# Колесов, Александр Алексеевич
Александр Алексеевич Колесов (18 октября 1897, Казань — июнь 1969, Одесса) — советский военачальник, генерал-майор артиллерии (16 ноября 1943), участник Первой мировой, Гражданской и Великой Отечественной войн.

## Биография
С мая 1917 по апрель 1918 года служил в Российской императорской армии, в марте 1920 года вступил в ряды Рабоче-крестьянской Красной армии.
В 1917 году он окончил Казанское военное училище, в 1926 — Одесские артиллерийские Курсы усовершенствования командного состава, в 1937 году — артиллерийские КУКС РККА в городе Пушкин, в 1951 году — ВАК при Артиллерийской академии им. Ф. Э. Дзержинского.
В Первую мировую войну был направлен на Румынский фронт и воевал младшим офицером в составе 10-го Сибирского артиллерийского паркового дивизиона 10-й Сибирской артиллерийской бригады.
В Гражданскую войну в марте 1920 года добровольно вступил в Рабоче-крестьянскую Красную армию и был назначен в отдельную Дагестанскую конно-горную батарею и сражался в боях против войск Деникина в Закавказье. В нюне 1922 года был назначен командиром взвода 15-го легкоартиллерийского дивизиона 15-й Сивашской стрелковой дивизии.

### Великая Отечественная война
В марте 1941 года он был назначен командиром 718-го гаубичного артиллерийского полка, который в начале Великой Отечественной войны в августе 1941 года был переформирован в 881-й корпусной артиллерийский полк и направлен на Ленинградский фронт.
В начале сентября он успешно вел бои в районе Киришей и участвовал в Тихвинской наступательной операции, в ходе которой противник был остановлен. В 1942 году полк, в составе 54-й армии, так же принимал участие в Синявинской операции по прорыву блокады Ленинграда. Затем полк перешёл в 4-ю армию и в её составе вел боевые действия за город Тихвин. 881-й корпусный артиллерийский полк был переименован в 8-й гвардейский.
В августе 1942 году Колесов занял должность начальника артиллерии 378-й стрелковой дивизии, которая вела бои в составе 54-й армии Волховского фронта. В январе 1943 года он был назначен командиром 43-й гаубичной артиллерийской бригады 14-й артиллерийской дивизии РГК, которая вошла в состав Западного фронта. В мае 1943 года Колесов был назначен командиром 5-й пушечной артиллерийской бригады 3-й артиллерийской дивизии РГК, которая в составе Брянского фронта участвовала в Курской битве и Орловской наступательной операции. 7 сентября 1943 года Колесов был награждён орденом Александра Невского за успешное выполнение боевых задач.
В сентября 1944 года генерал-майор артиллерии Колесов был назначен командиром 4-й артиллерийской дивизии прорыва РГК в составе 10-го артиллерийского корпуса прорыва РГК. В апреле 1945 года он занял должность командира 2-й корпусной артиллерийской Могилевской Краснознаменной бригады, с которой он участвовал в Берлинской наступательной операции.
13 декабря 1955 года был уволен в запас.

## Награды
- Орден Ленина (30.04.1945);
- 4 Ордена Красного Знамени (15.05.1942; 03.11.1944; 15.11.1950)[1][1];
- Орден Александра Невского (19.03.1944);
- Орден Богдана Хмельницкого II степени (10.01.1944)
- Медаль «XX лет Рабоче-Крестьянской Красной Армии» (22.02.1938);
- Медаль «За победу над Германией в Великой Отечественной войне 1941—1945 гг.» (09.05.1945);
- Медаль «За оборону Ленинграда» (22.12.1942);
- Медаль «За взятие Кёнигсберга» (09.06.1945)